# Fornos de Algodres
Fornos de Algodres ('fɔɾnuʃ dɨ aɫ'godɾɨʃ) è un comune portoghese di 5 629 abitanti situato nel distretto di Guarda.

## Società

### Evoluzione demografica
| Popolazione di Fornos de Algodres (1801 – 2004) | Popolazione di Fornos de Algodres (1801 – 2004) | Popolazione di Fornos de Algodres (1801 – 2004) | Popolazione di Fornos de Algodres (1801 – 2004) | Popolazione di Fornos de Algodres (1801 – 2004) | Popolazione di Fornos de Algodres (1801 – 2004) | Popolazione di Fornos de Algodres (1801 – 2004) | Popolazione di Fornos de Algodres (1801 – 2004) | Popolazione di Fornos de Algodres (1801 – 2004) |
| ----------------------------------------------- | ----------------------------------------------- | ----------------------------------------------- | ----------------------------------------------- | ----------------------------------------------- | ----------------------------------------------- | ----------------------------------------------- | ----------------------------------------------- | ----------------------------------------------- |
| 1801                                            | 1849                                            | 1900                                            | 1930                                            | 1960                                            | 1981                                            | 1991                                            | 2001                                            | 2004                                            |
| 912                                             | 5962                                            | 10147                                           | 9730                                            | 9035                                            | 6594                                            | 6270                                            | 5629                                            | 5434                                            |

## Freguesias
- Algodres
- Casal Vasco
- Cortiçô
- Figueiró da Granja
- Fornos de Algodres
- Fuinhas
- Infias
- Juncais
- Maceira
- Matança
- Muxagata
- Queiriz
- Sobral Pichorro
- Vila Chã
- Vila Ruiva
- Vila Soeiro do Chão